# Paio Rodrigues de Valadares
Paio Rodrigues de Valadares (Valadares, 1260 – Valadares) foi um fidalgo do Reino de Portugal, tendo sido senhor de Valadares.

## Relações familiares
Foi filho de Rui Pais de Valadares (1180 -?) e de Maria Gil Feijó (1210 -?), filha de Gil Pires Feijó (1200 -?) e de Inês Soares Coelho (c. 1200 -?), Casou com Aldonça Rodrigues de Telha de quem teve:
1. Inês Pais de Valadares (1300 -?) casou com Martim Pires de Alvarenga (1270 -?), filho de Pero Pais de Alvarenga (1230 -) e de Teresa Anes de Riba de Vizela (c. 1210 -?).